# Piercing del labio

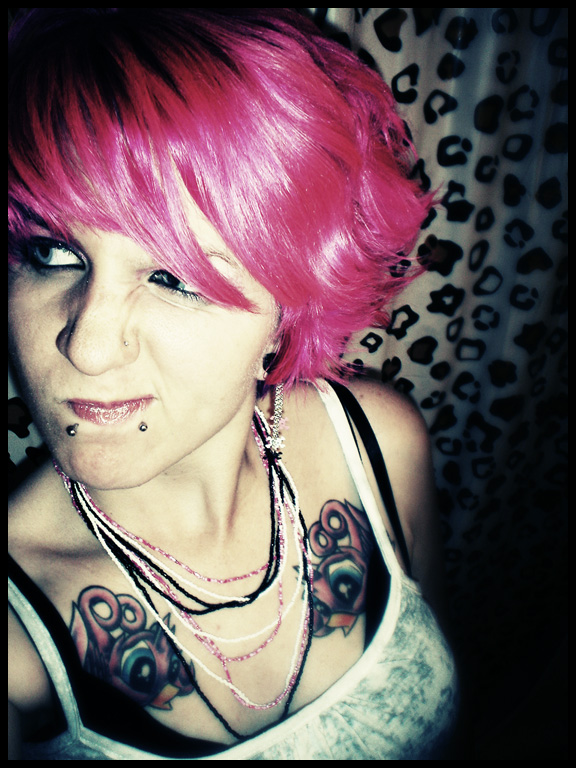
Chica con dos laterales y uno nasal.

Un piercing en el labio o propiamente piercing labial, tradicionalmente llamado bezote, es un piercing que atraviesa el labio o sus cercanías, que puede tener distintas formas.

## Cuidados
El tiempo aproximado de curación para la mayoría de las piercing del labio, es entre uno a tres meses, aunque hay una posibilidad de infecciones complicadas, que se desarrollan si no se cuida del piercing. Después que la curación está completa, otras joyas pueden ser usadas. Posterior a este tiempo, algunas cicatrices pueden estar presentes, pero la fístula está completamente desarrollada y mayoritariamente sana. El cuidado post perforación consiste en limpiezas con solución salina tibia, dos o tres veces por día. Remojar la herida por tres a cinco minutos con solución salina, ablanda la sangre y linfa producida, que pueda estar adherida a la joya. A continuación, realizar una ducha caliente y usar manos limpias para remover el exceso de materia del lugar. Girar o mover la joya en un piercing reciente, no es recomendado, dado que puede irritar la herida y extender el tiempo de inflamación y cicatrización. También puede usarse enjuague bucal diluido o solución salina después de las comidas, junto con el cepillado de dientes, para ayudar a remover los residuos y limpiar el piercing, esto es recomendado por los perforadores.

## Historia
En Mesoamérica, a estas perforaciones se las llamaba bezotes y eran un símbolo de jerarquía masculino entre los pueblos nativos. En Sudamérica se llamaban tembetás (voz guaraní) o barbotes (en Argentina) y eran una varilla de metal u otra sustancia que llevaban en el labio inferior los miembros de algunas tribus amerindias.
En Brasil sólo se practican tembetás en la actualidad en la aldea Panambizinho, como un símbolo importante religioso en la ceremonia "fura lábio", sólo para varones. Representa la santificación de la persona y su vínculo con Dios, como en el bautismo cristiano. El responsable de su ejecución es el cacique y médium ("rezador"). Los pírsines sobre todo en el labio suelen ser muestras de poder entre las tribus amazónicas. Pero también puede mostrarse como muestra de querer crecer sobre todo entre los adolescentes.
En la sociedad occidental a principios del siglo XXI, los pírsines del labio se han vuelto relativamente comunes entre los jóvenes. En un estudio de 2005 entre jóvenes-adultos israelíes, el 4,3% tenía o había tenido un piercing, y el 5,7%, 6,2% y 15,7% tenían o habían tenido piercing del labio, tatuaje corporal y piercing en la lengua, respectivamente.